# Allison V-1710

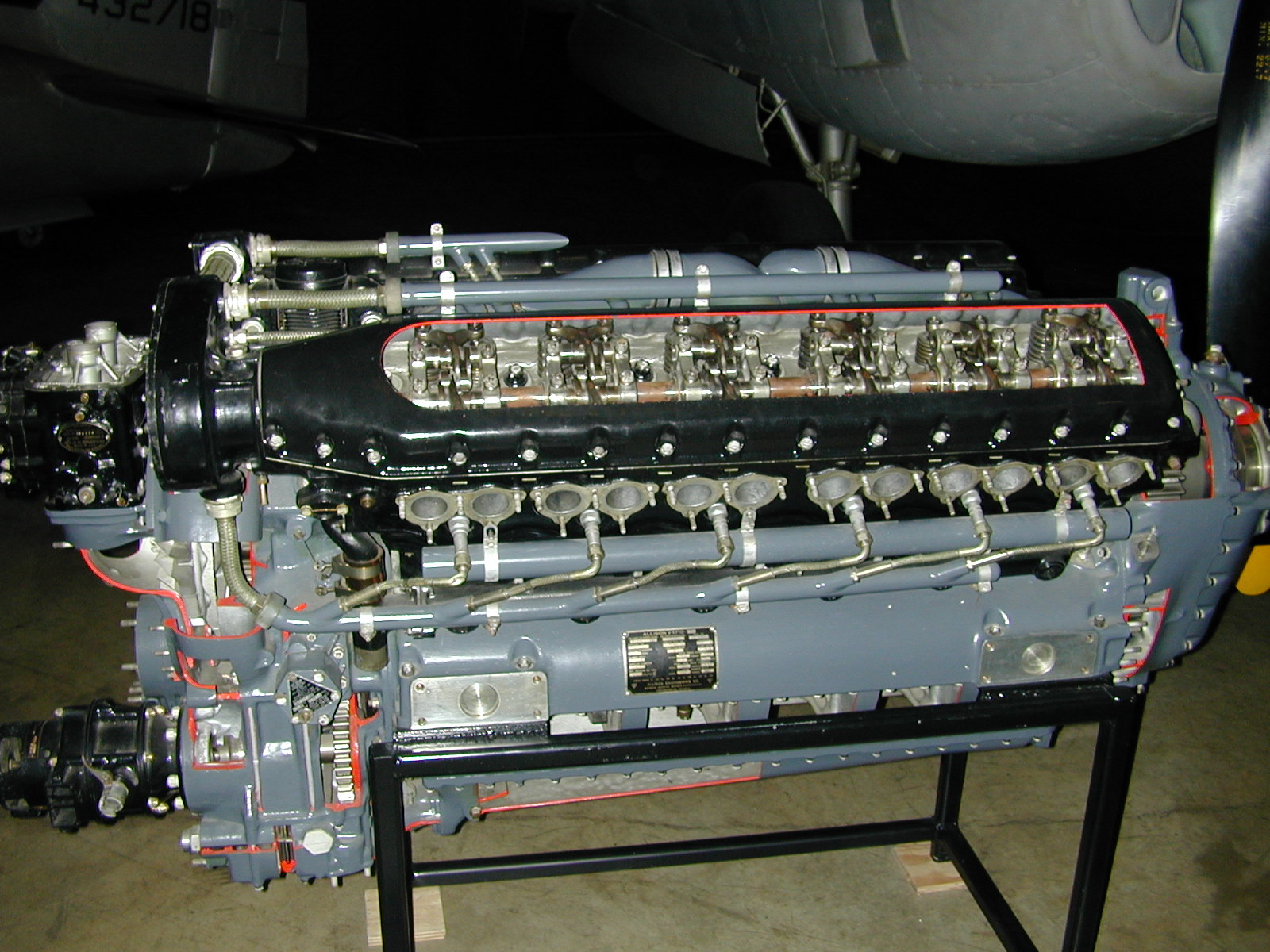
Un Allison V-1710 sezionato.

L'Allison V-1710 era un motore aeronautico a V dodici cilindri realizzato dalla statunitense Allison Engine Company ed impiegato sui velivoli dell'USAAF durante la seconda guerra mondiale.
Il V-1710 è l'unico motore di questa tipologia progettato e prodotto negli USA durante questo conflitto ad essere impiegato in combattimento. Il suo esordio non fu dei migliori a causa di alcuni inconvenienti dovuti al sistema di sovralimentazione  ma in seguito, grazie ai successivi sviluppi, diventò un propulsore potente e affidabile.

## Storia

### Sviluppo
La Allison Engine Company, una ditta facente parte del gruppo General Motors, iniziò la progettazione di un motore dotato di raffreddamento a liquido nel 1929 in risposta ad una richiesta dell'U.S. Army per un propulsore da circa 1.000 hp (750 kW) da utilizzare sui nuovi bombardieri e caccia. Per facilitarne la produzione e l'installazione il motore doveva poter essere equipaggiato con diversi gruppi di riduzione e con un turbocompressore. In questo modo dalla stessa linea di produzione potevano uscire i motori che potevano essere montati su qualsiasi velivolo.
La Grande depressione rallentò lo sviluppo e fu solo il 14 dicembre 1936 che il motore venne portato in volo per la prima volta montato su un Consolitated XA-11A. Il 23 aprile del 1937 il V-1710-C6 superò il test delle 150 ore di funzionamento richiesto dall'esercito americano. La potenza erogata, 1.000 hp, era in linea con la richiesta e il motore della Allison fu uno dei primi motori aeronautici di serie a raggiungerla.

### Impiego
Superati i test il motore venne offerto a tutti i costruttori aeronautici. I nuovi caccia statunitensi che in quel momento venivano progettati erano tutti costruiti attorno a questa unità. Il motore venne quindi impiegato sul Lockheed P-38, sul Curtiss P-40 e sul Bell P-39 Airacobra. Anche la North American lo scelse per il suo P-51A Mustang.
Inizialmente venne deciso di concentrarsi solo sulle prestazioni a bassa quota in quanto si riteneva che il problema del funzionamento alle alte quote sarebbe stato risolto con gli ulteriori sviluppi del turbocompressore, surclassando così le prestazioni dei motori allora prodotti in Europa che invece erano dotati di compressore meccanico.
Con l'inizio del conflitto però si verificò un'alta domanda per le leghe resistenti al calore particolarmente per quelle di tungsteno, che comportarono una limitazione nella produzione delle turbine. L'USAAF decise di concentrare la disponibilità di questi componenti ai motori dei bombardieri, che al momento avevano una priorità maggiore.
Per il V-1710 il risultato fu l'adozione di un compressore meccanico poco sviluppato e a singolo stadio che si dimostrò soddisfacente solo alle basse quote. Solo nelle versioni finali verrà introdotto un compressore a doppio stadio che migliorò notevolmente le prestazioni del motore. Queste versioni furono scelte per essere montate sul Bell P-63 Kingcobra, sul North American P-82 Twin Mustang e su diversi aerei sperimentali.
L'ultimo impiego operativo del propulsore avvenne sui 250 esemplari di P-82 realizzati subito dopo la fine del conflitto e impiegati fino ai primi anni cinquanta.
Al termine la produzione si attestò su 70 000 unità. Tutti verranno realizzati nello stabilimento della Allison di Indianapolis, Indiana.

### Altri impieghi
Oltre che in aviazione il V-1710 ha trovato anche altri impieghi. Subito dopo la guerra la disponibilità di un gran numero di motori surplus ha reso accessibile questo motore a coloro che volevano utilizzarlo nelle gare di accelerazione o in generale in tutte le competizioni che richiedessero una elevata potenza. In alcuni casi la potenza è stata portata a 4.000 hp (3.000 kW), un valore nemmeno immaginato al momento della sua progettazione.
Sempre in campo aeronautico il motore ha trovato nuova vita con l'emergere del movimento dei cosiddetti Warbird, velivoli della seconda guerra mondiale restaurati e riportati alle condizioni di volo, che hanno ampiamente utilizzato il V-1710 sia sulle cellule che lo montavano anche all'epoca sia come sostituto su quei velivoli i cui motori sono oggi scomparsi.

## Descrizione tecnica
Il V-1710 beneficiava della filosofia costruttiva e basata sulla versatilità di installazione dei diversi componenti della General Motors. Il motore poteva essere considerato costituito da due parti. La parte centrale era costituita dal motore vero e proprio. Su questo nucleo centrale standard' potevano essere poi montati i diversi accessori, parte posteriore, e gruppi di riduzione, parte anteriore, soddisfacendo così le diverse necessità di tutti i velivoli. Inoltre questo tipo di approccio rendeva molto semplice sostituire sia il sistema di sovralimentazione che modificare il rapporto di compressione permettendo di creare una gamma di motori che potevano essere efficaci dai 2.400 m fino ai 7.900 m.
Nei motori utilizzati dal P-63, P-39 e, all'epoca, XB-42, V-1710-E, il gruppo di riduzione anteriore fu spostato in avanti e collegato al motore, posto nella parte centrale del velivolo con un lungo albero di trasmissione mentre nei motori, V-1710-F, montati sugli altri velivoli (P-40, P-38, P-51A e P-82) il gruppo era solidale al motore.
Un'altra caratteristica del V-1710 era costituita dalla possibilità di far ruotare, in maniera piuttosto semplice, l'elica sia in senso antiorario che orario. Durante la costruzione veniva montato un particolare albero motore, una serie di ingranaggi del sistema di sovralimentazione, una serie di accessori e un sistema di avviamento che fosse appropriato al senso di rotazione scelto.
Il V-1710 è stato spesso criticato per l'assenza di un compressore meccanico per le alte quote. Di solito questa critica viene fatta confrontando le ultime versioni del Merlin prodotto su licenza negli Stati Uniti come Packard V-1650, dotato di un compressore a doppio stadio. Il motore però era pensato, seguendo le richieste dell'U.S. Army, con solo un turbocompressore monostadio e se fossero state richieste migliori prestazioni a quote più elevate si sarebbe potuto montare un nuovo tipo di turbina. I primi V-1710 avevano una quota massima di combattimento limitata a 5.000 m ma essendo disponibili in grandi quantità furono molto utilizzati specie nel teatro operativo del Nord Africa. In seguito la Allison realizzò anche un V-1710 dotato di un compressore a doppio stadio e che venne montato sul P-63 e sul P-82.
Alla fine del conflitto il 60 per cento dei caccia prodotti in USA montava il V-1710. La ditta sviluppò e migliorò costantemente il proprio propulsore tanto che se agli inizi forniva 1.000 hp (750 kW) nelle versioni finali, V-1710-143/-145 (G6R/L), grazie anche agli sviluppi ottenuti nei carburanti arrivava a 2.200 (1.600 kW). La Allison poi approvò un livello di potenza di emergenza in combattimento che permetteva di tirare un motore che forniva 1.150 hp (860 kW) al decollo fino a 1.600 hp (1.200 kW). Nel caso però si fosse utilizzata questa potenza il propulsore doveva essere, prima di un nuovo utilizzo, completamente smontato e revisionato.
Anche il costo di produzione del motore, grazie a miglioramenti nella sua industrializzazione, scese costantemente durante il conflitto. All'inizio un V-1710 costava 25.000 dollari mentre in seguito il costo per unità scese a 8.500 dollari USA. La vita utile del motore passò dalle trecento ore iniziali alle 1.000 delle versioni meno spinte. Questi sviluppi furono ottenuti con un incremento minimo del peso totale.